# Rubén Montañez
Rubén Montañez Rodríguez (San Juan, 14 febbraio 1950) è un ex cestista portoricano.

## Carriera
Dopo quattro anni a Duquesne è stato selezionato dai Chicago Bulls al nono giro del Draft NBA 1973 (147ª scelta assoluta), ma non ha mai giocato nella NBA.
Con Porto Rico ha disputato i Campionati del mondo del 1974 e i Giochi panamericani di Città del Messico 1975.